# Boyan (dinastía jasídica)
Boyan (en yidis: באיאן) es una dinastía jasídica que lleva el nombre de la ciudad de Boiany en la histórica región de Bucovina, actualmente en Ucrania. La jasidut tiene su sede en Jerusalén, Israel, con comunidades en Beitar Illit, Bnei Brak, Mánchester, Australia, Beit Shemesh, Londres, Amberes, Manhattan, Brooklyn, Monsey, Lakewood y Atlanta.
Boyan es una de las ramas de la dinastía Ruzhin, junto con Bohush, Chortkov, Husiatyn, Sadigura, Kapishnitz, Vaslui y Shtefanesht.

## Historia

### Primer Rebe de Boyan
El fundador de la dinastía fue el Rabino Yitzchok Friedman (1850-1917), conocido como Pajad Yitzchok. Era el hijo mayor del Rabino Avrohom Yaakov Friedman (1820-1883), el primer Rebe de Sadigura, y el nieto del Rabino Yisroel Friedman de Ruzhin (1797-1851), fundador de la dinastía jasídica Ruzhin.
Tras la muerte de su padre en 1883, el rabino Itzjak y su hermano menor el rabino Israel (1852-1907) asumieron el liderazgo conjunto de los jasidim de su padre. 
Aunque estaban contentos con este arreglo, muchos de los jasidim de Sadigura prefirieron tener un Rebe, y en 1887, los hermanos acordaron echar suertes para determinar quién se quedaría en Sadigura y quién se mudaría.  
La suerte recayó en el rabino Yisrael para permanecer como el segundo Rebe de Sadigura, mientras que el rabino Yitzchok se mudó a la ciudad vecina de Boiany (Boyan) y estableció su corte rabínica allí, convirtiéndose en el primer Rebe de Boyan. 
Bajo este arreglo, el rabino Itzjak asumió el puesto de director del kolel Vohlyn en Eretz Israel, y el mérito de encender el fuego en Meron en Lag BaOmer, una tradición que aún mantiene el actual Rebe de Boyan, así como la sinagoga Tiferet Yisroel ubicada en la ciudad vieja de Jerusalén.
Bajo el liderazgo del Pajad Yitzchok, la jasidut de Boyan floreció. Las comunidades de Boyan se establecieron en toda Europa Oriental y en Berlín, así como en Tiberíades, Safed y Jerusalén.

### Primera Guerra Mundial y posguerra
Al comienzo de la Primera Guerra Mundial, la ciudad de Boyan fue completamente destruida por los ejércitos invasores. El Rebe y su familia escaparon a Viena, donde murió el Rebe en 1917. Después de terminar la guerra, tres de sus cuatro hijos se mudaron a un país diferente para establecer su corte. Su hijo mayor, el Rabino Menajem Najum (1869-1936), fue el Rebe de Boyan en Chernivtsí, en Ucrania.

### Segunda Guerra Mundial y Holocausto
Los dos hijos del Rabino Menajem Najum, el Rabino Aharón y el Rabino Mordejai Shraga, lo sucedieron al frente de la jasidut, ellos y sus familias fueron asesinados por los nazis durante la Segunda Guerra Mundial. 
El yerno del Rabino Menajem Najum, el Rabino Moshenu (1841-1943), fue el Rebe de Boyan en Cracovia y murió asesinado en Auschwitz.
El segundo hijo de Pajad Itzjak, el Rabino Yisroel (1878-1951), fue el Rebe de Boyan en Leipzig, Alemania, y posteriormente, en 1939 se trasladó a Tel Aviv. El Rebe tuvo dos hijas, pero sus maridos no siguieron al frente de la jasidut.
El tercer hijo de Pajad Itzjak, el Rabino Avrohom Yaakov (1884-1941), fue el Rebe de Boyan en Leópolis, Ucrania occidental y murió asesinado por los nazis en 1941.
El hijo menor de Pajad Itzjak, el Rabino Mordejai Shlomo Friedman, permaneció en Viena con su madre hasta la muerte de esta última en 1922. En ese momento, consideró una oferta para encabezar la comunidad jasídica de Drohobych en Ucrania occidental, y una oferta para dirigir un grupo de estudio organizado por los jasidim de Boyan, en el Lower East Side de la ciudad de Nueva York.
El rabino se embarcó en un viaje de 11 meses a Estados Unidos en diciembre de 1925, y luego pasó otro año sopesando los pros y los contras de mudarse a Estados Unidos antes de acceder a la solicitud de los jasidim de Boyan en Nueva York para establecer su corte jasídica con ellos. El rabino y su familia llegaron a Nueva York en noviembre de 1927.
El Rabino Mordejai Shlomo tuvo un papel activo en el liderazgo judío estadounidense, siendo el fundador y presidente de la Agudat HaAdmorim (La Unión de Grandes Rabinos de los Estados Unidos), en cuyo cargo participó en la marcha de rabinos en Washington en 1943, fue el primer vicepresidente de la organización Agudath Israel de América, fue un miembro del Consejo de Sabios de la Torá, y fue el presidente de Vaad HaEzra, en cuya capacidad recaudó fondos para ayudar a los sobrevivientes del Holocausto judío, en la Europa de la posguerra.

### Después de la Segunda Guerra Mundial

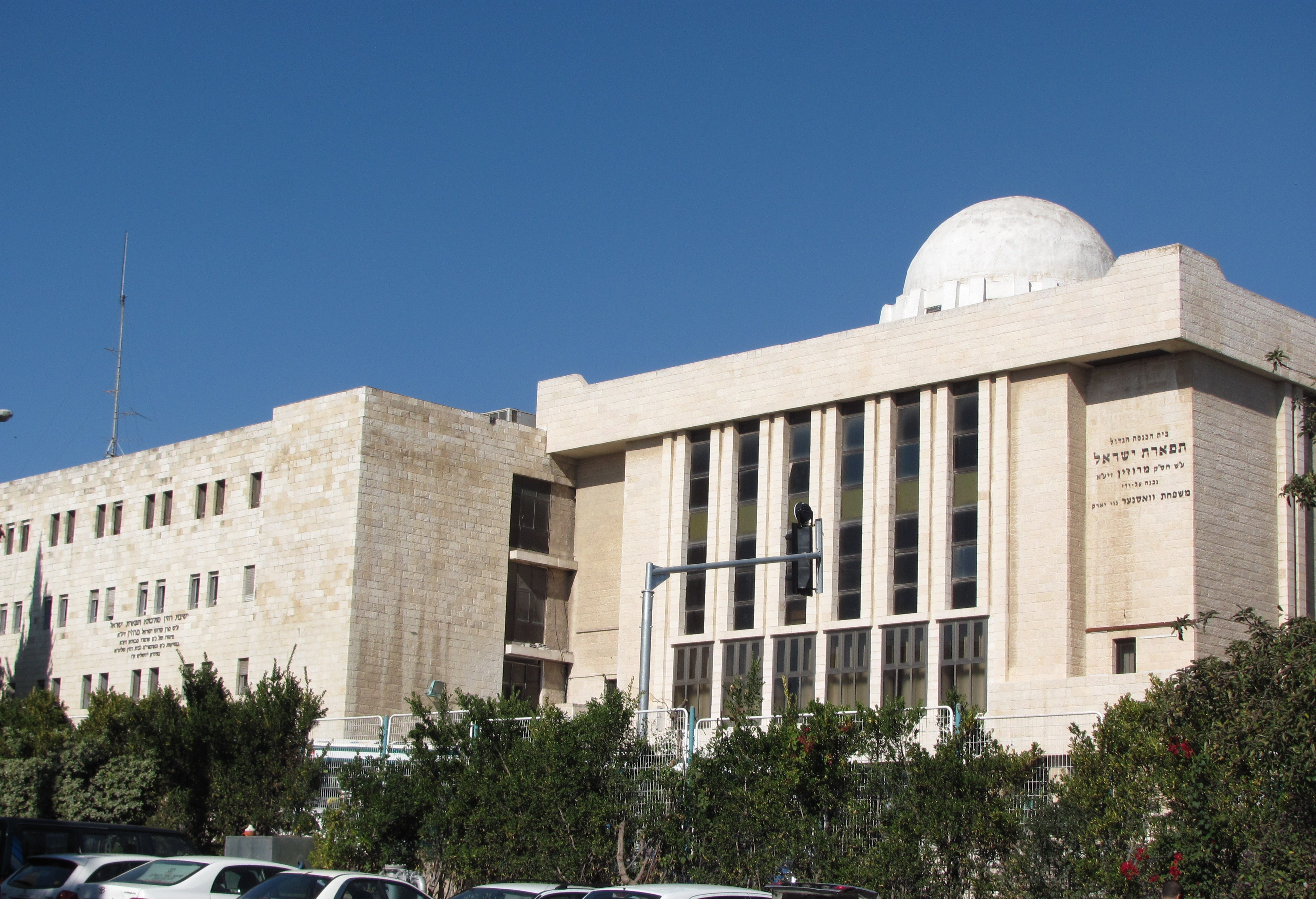
La Sinagoga Tiféret Israel en Jerusalén.

En Nueva York, durante los años posteriores a la Segunda Guerra Mundial, el Rabino Mordejai Shlomo logró unir a los sobrevivientes del Holocausto de Ruzhin-Boyan y demostró que el jasidismo podía ser un estilo de vida viable en los Estados Unidos.
En 1948, la sinagoga de Ruzhin en la Ciudad Vieja de Jerusalén, la Sinagoga Tiféret Israel (también llamada sinagoga Nissan Beck), que fue terminada por el Rebe de Sadigura, el Rabino Avrohom Yaakov Friedman, en 1872, fue destruida por la Legión Árabe durante la Guerra de Independencia de Israel en 1948.
En su viaje a Israel en 1953, el Rebe de Boyan en Nueva York, sentó las bases para un nuevo centro de aprendizaje de la santa Torá, también llamado Tiferes Yisroel, en la ciudad nueva de Jerusalén.  
En 1957 se inauguró la yeshivá de Ruzhin, llamada Mesivta Tiferes Yisroel, con el apoyo de todos los Rebes de la dinastía Ruzhin.  
Junto a ella se construyó una gran sinagoga, que también lleva el nombre de Tiferes Yisroel, el actual Rebe de Boyan, el Rabino Najum Dov Brayer, dirige su jasidut desde allí. 
El diseño de la sinagoga, ubicada en el extremo occidental de la calle Malkhei Yisrael, cerca de la estación central de autobuses, incluye una gran cúpula blanca, que recuerda a la Sinagoga Tiféret Israel, que fue destruida en la ciudad vieja.
El Rebe mostraba el sentido de nobleza y altivez espiritual característico de los rebes de la dinastía Boyan, pero también expresó una calidez y una preocupación paternal por sus discípulos, que atrajo a muchos jóvenes estadounidenses que nunca habían visto a un Rebe jasídico. Tanto los estudiantes de la Yeshivá como los muchachos judíos seculares se sintieron atraídos por el Rebe en gran número, y esto hizo que muchos de ellos fueran Baalei teshuvá y regresaran a la fe.

### Sucesión del Rebe
Tras la muerte del Rabino Mordejai Shlomo, el 2 de marzo de 1971, los jasidim de Boyan se quedaron sin líder. Los jasidim se acercaron al hijo mayor del Rebe para asumir el cargo, pero se negó. 
Luego, los jasidim pidieron a la hija del Rebe, Malka, y a su esposo, el rabino Dr. Menachem Mendel Brayer, profesor de la Universidad Yeshiva, que ofrecieran a uno de sus dos hijos pequeños y lo prepararan para ocupar el puesto. El hijo mayor, Yigal, un ingeniero aeroespacial, fue sugerido para asumir el cargo y luego fue rechazado. 
La suerte recayó en el hijo menor, Najum Dov (nacido en 1959), quien luego se inscribió en la Yeshivá de Ruzhin en la ciudad santa de Jerusalén para prepararse para la tarea.
Durante la festividad de Janucá de 1984, el Rabino Najum Dov Brayer, fue coronado como el Rebe de Boyan. La jasidut ahora tiene su sede en Jerusalén, en Eretz Israel, país donde reside el Rebe.

### Boyan hoy

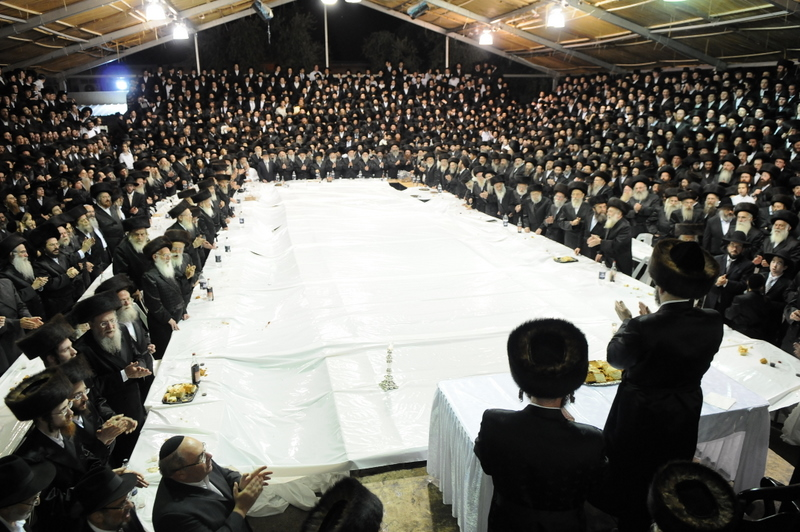
El Rebe de Boyan, el Rabino Najum Dov Brayer, lidera un Tish jasídico en una sucá gigante en la Yeshivá Tiferes Yisroel, en 2009.

La actual jasidut de Boyan, cuenta con más de 2.000 familias y es la más grande de las dinastías que tienen sus raíces en la dinastía Ruzhin. La mayoría de los jasidim de Boyan viven en Jerusalén y sus alrededores.  
También hay comunidades de Boyan en Beitar Illit, Bnei Brak, Amberes, Londres, Mánchester, Monsey y los vecindarios de Boro Park y Williamsburg en Brooklyn. 
El kloiz que presidió el Rebe de Boyan en Nueva York, está ubicado en el número 247 del este de Broadway, en el edificio aún se reúne un Minyán cada día, aunque la comunidad se centra principalmente en una pequeña sinagoga en un edificio de apartamentos en West 82nd Street y West End Avenue en el Upper West Side de Nueva York, donde el Rebe pasó sus últimos años. 
Siempre que el actual Rebe de Boyan visita Estados Unidos, recibe visitantes en la sala de oración del antiguo Rebe en el kloiz del Lower East Side, y se ha convertido en una práctica para los jatanim (los novios) en la comunidad de Boyan, rezar aquí antes de ir a la jupá.

## Música en la corte de Boyan

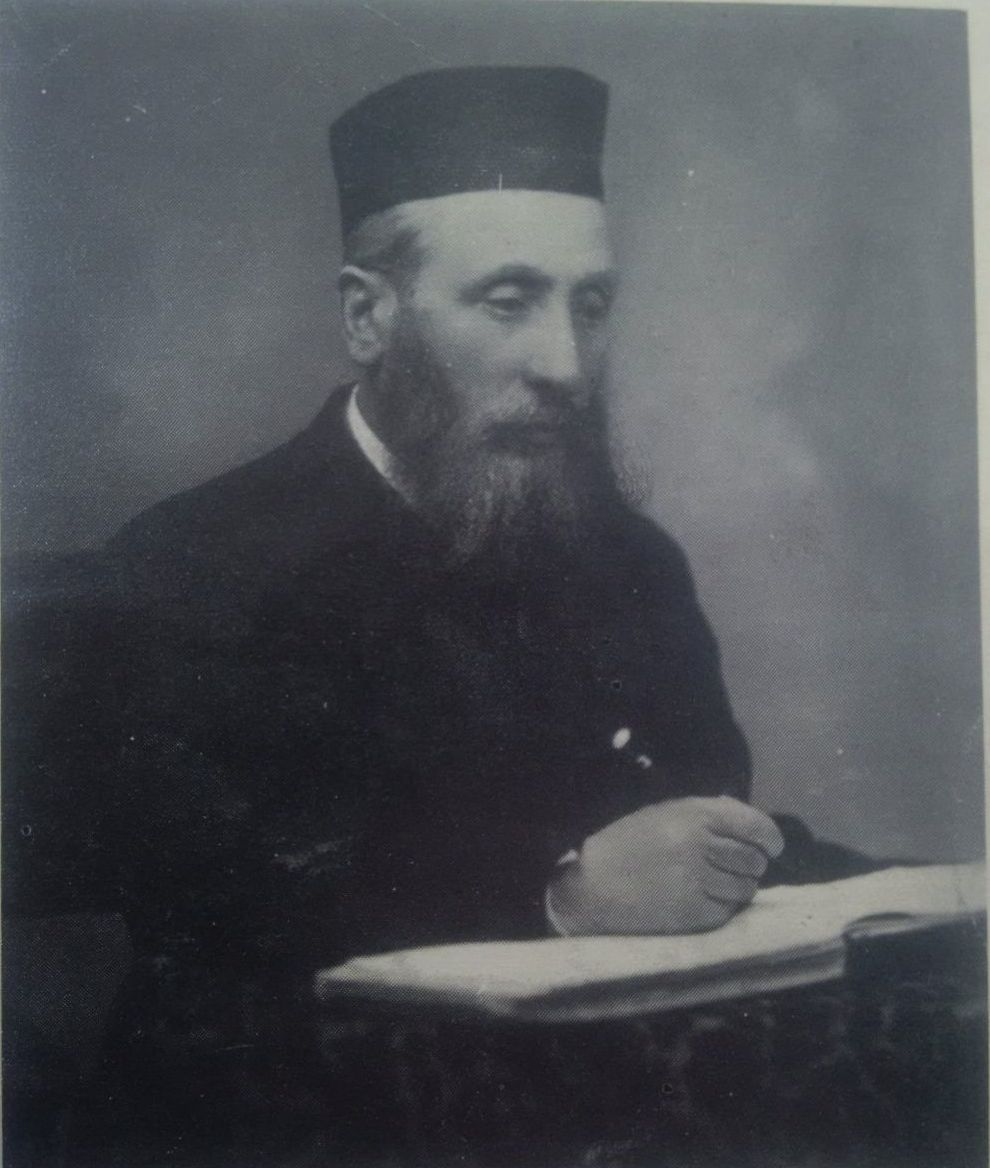
Pinjás Spector.

Pese a las extensas actividades musicales en la corte de Ruzhin, incluidos cantores y una orquesta, no había un único género de nigunim de Ruzhin, sino tres que se conocen hoy en día como Der Ruzhiners, un nigún sin palabras, llamado Jazal Sidur Pésaj, atribuido al rabino Shalom Shachne, el padre del Rabino Yisroel Friedman de Ruzhin, y un nigún atribuido al Rebe Avrohom HaMalach, el hijo del Maguid de Mezeritch. 
Los cantores y compositores famosos que dejaron su huella en el repertorio de Boyan fueron: 
El cantor Naftalí Jazán, quien trabajó en la corte de Sadigura y Boyan en 1878-1897. 
Pinjás Spector (Pinyé Jazán), que llegó a Boyan a principios del siglo XX. 
Como era común para los cantores contemporáneos que trabajaban para ganarse la vida en varios lugares, compuso obras de polifonía para muchos textos, oraciones del sábado, días festivos y los días temibles, Yamim Noraim.  
En los últimos años, muchas de sus composiciones fueron restauradas a partir de notas descubiertas en su finca y revividas y reintroducidas en la corte de Boyan. 
Uno de sus estudiantes, Moshé Lerman, conocido como Moshé Jazán, emigró a Eretz Israel, era el Jazán de la sinagoga Boyan en la Ciudad Vieja de Jerusalén y enseñó muchas de sus obras. 
Hoy, Pinjás Brochshtat dirige el grupo de música a capela de los jasidim de Boyan, en la actual corte del Rebe en Jerusalén.

## Tradición de Lag BaOmer
El Rebe de Boyan tradicionalmente enciende la primera hoguera en la celebración anual de Lag Ba'omer en la tumba del Rabino Shimon bar Yojai en Merón, Israel. 
Este privilegio fue comprado por el Rabino Avrohom Yaakov Friedman, el primer Rebe de Sadigura a los guardianes sefardíes de Meron y Safed, el Rebe de Sadigura legó este honor a su hijo mayor, el Rabino Itzjak, el primer Rebe de Boyan y a su progenie.  
A la ceremonia de encendido asisten cientos de miles de personas cada año, en 2001, asistió una multitud de 300.000 personas aproximadamente.

## Linaje de la dinastía Boyan
| | | | | | |  |  |                                                                  |                                                                  | Israel ben Eliezer (Baal Shem Tov) Fundador del jasidismo               |                                                                  |                                                                  |                                                                  |  |  |                                                                   |                                                                   |                                                                   |                                                                   |                                                                   |                                                                   |  |  |                                                                  |                                                                  |                                                                  |                                                                  |                                                                  |                                                                  |  |  |                                               |                                               |                                               |                                               |                                               |                                               |  |  |  |  |  |  |  |  |  |  |  |  |  |  |  |  |  |  |  |  |
| | | | | | |  |  |                                                                  |                                                                  |                                                                         |                                                                  |                                                                  |                                                                  |  |  |                                                                   |                                                                   |                                                                   |                                                                   |                                                                   |                                                                   |  |  |                                                                  |                                                                  |                                                                  |                                                                  |                                                                  |                                                                  |  |  |                                               |                                               |                                               |                                               |                                               |                                               |  |  |  |  |  |  |  |  |  |  |  |  |  |  |  |  |  |  |  |  |
| | | | | | |  |  |                                                                  |                                                                  | Dov Ber de Mezeritch (Maguid de Mezhirichi) Discípulo del Baal Shem Tov |                                                                  |                                                                  |                                                                  |  |  |                                                                   |                                                                   |                                                                   |                                                                   |                                                                   |                                                                   |  |  |                                                                  |                                                                  |                                                                  |                                                                  |                                                                  |                                                                  |  |  |                                               |                                               |                                               |                                               |                                               |                                               |  |  |  |  |  |  |  |  |  |  |  |  |  |  |  |  |  |  |  |  |
| | | | | | |  |  |                                                                  |                                                                  |                                                                         |                                                                  |                                                                  |                                                                  |  |  |                                                                   |                                                                   |                                                                   |                                                                   |                                                                   |                                                                   |  |  |                                                                  |                                                                  |                                                                  |                                                                  |                                                                  |                                                                  |  |  |                                               |                                               |                                               |                                               |                                               |                                               |  |  |  |  |  |  |  |  |  |  |  |  |  |  |  |  |  |  |  |  |
| | | | | | |  |  |                                                                  |                                                                  | Avrohom el Ángel Reb Avrohom HaMalach                                   |                                                                  |                                                                  |                                                                  |  |  |                                                                   |                                                                   |                                                                   |                                                                   |                                                                   |                                                                   |  |  |                                                                  |                                                                  |                                                                  |                                                                  |                                                                  |                                                                  |  |  |                                               |                                               |                                               |                                               |                                               |                                               |  |  |  |  |  |  |  |  |  |  |  |  |  |  |  |  |  |  |  |  |
| | | | | | |  |  |                                                                  |                                                                  |                                                                         |                                                                  |                                                                  |                                                                  |  |  |                                                                   |                                                                   |                                                                   |                                                                   |                                                                   |                                                                   |  |  |                                                                  |                                                                  |                                                                  |                                                                  |                                                                  |                                                                  |  |  |                                               |                                               |                                               |                                               |                                               |                                               |  |  |  |  |  |  |  |  |  |  |  |  |  |  |  |  |  |  |  |  |
| | | | | | |  |  |                                                                  |                                                                  | Sholom Shachne Reb Sholom de Prhobisht                                  |                                                                  |                                                                  |                                                                  |  |  |                                                                   |                                                                   |                                                                   |                                                                   |                                                                   |                                                                   |  |  |                                                                  |                                                                  |                                                                  |                                                                  |                                                                  |                                                                  |  |  |                                               |                                               |                                               |                                               |                                               |                                               |  |  |  |  |  |  |  |  |  |  |  |  |  |  |  |  |  |  |  |  |
| | | | | | |  |  |                                                                  |                                                                  |                                                                         |                                                                  |                                                                  |                                                                  |  |  |                                                                   |                                                                   |                                                                   |                                                                   |                                                                   |                                                                   |  |  |                                                                  |                                                                  |                                                                  |                                                                  |                                                                  |                                                                  |  |  |                                               |                                               |                                               |                                               |                                               |                                               |  |  |  |  |  |  |  |  |  |  |  |  |  |  |  |  |  |  |  |  |
| | | | | | |  |  |                                                                  |                                                                  | Yisroel Friedman de Ruzhin (1797-1851) Rebe de Ruzhin                   |                                                                  |                                                                  |                                                                  |  |  |                                                                   |                                                                   |                                                                   |                                                                   |                                                                   |                                                                   |  |  |                                                                  |                                                                  |                                                                  |                                                                  |                                                                  |                                                                  |  |  |                                               |                                               |                                               |                                               |                                               |                                               |  |  |  |  |  |  |  |  |  |  |  |  |  |  |  |  |  |  |  |  |
| | | | | | |  |  |                                                                  |                                                                  |                                                                         |                                                                  |                                                                  |                                                                  |  |  |                                                                   |                                                                   |                                                                   |                                                                   |                                                                   |                                                                   |  |  |                                                                  |                                                                  |                                                                  |                                                                  |                                                                  |                                                                  |  |  |                                               |                                               |                                               |                                               |                                               |                                               |  |  |  |  |  |  |  |  |  |  |  |  |  |  |  |  |  |  |  |  |
| | | | | | |  |  |                                                                  |                                                                  | Avrohom Yaakov Friedman (1820-1883) Primer Rebe de Sadigura             |                                                                  |                                                                  |                                                                  |  |  |                                                                   |                                                                   |                                                                   |                                                                   |                                                                   |                                                                   |  |  |                                                                  |                                                                  |                                                                  |                                                                  |                                                                  |                                                                  |  |  |                                               |                                               |                                               |                                               |                                               |                                               |  |  |  |  |  |  |  |  |  |  |  |  |  |  |  |  |  |  |  |  |
| | | | | | |  |  |                                                                  |                                                                  |                                                                         |                                                                  |                                                                  |                                                                  |  |  |                                                                   |                                                                   |                                                                   |                                                                   |                                                                   |                                                                   |  |  |                                                                  |                                                                  |                                                                  |                                                                  |                                                                  |                                                                  |  |  |                                               |                                               |                                               |                                               |                                               |                                               |  |  |  |  |  |  |  |  |  |  |  |  |  |  |  |  |  |  |  |  |
| | | | | | |  |  |                                                                  |                                                                  | Yitzchok Friedman (1850-1917) Pajad Yitzchok Primer Rebe de Boyan       |                                                                  |                                                                  |                                                                  |  |  |                                                                   |                                                                   |                                                                   |                                                                   |                                                                   |                                                                   |  |  |                                                                  |                                                                  |                                                                  |                                                                  |                                                                  |                                                                  |  |  |                                               |                                               |                                               |                                               |                                               |                                               |  |  |  |  |  |  |  |  |  |  |  |  |  |  |  |  |  |  |  |  |
| | | | | | |  |  |                                                                  |                                                                  |                                                                         |                                                                  |                                                                  |                                                                  |  |  |                                                                   |                                                                   |                                                                   |                                                                   |                                                                   |                                                                   |  |  |                                                                  |                                                                  |                                                                  |                                                                  |                                                                  |                                                                  |  |  |                                               |                                               |                                               |                                               |                                               |                                               |  |  |  |  |  |  |  |  |  |  |  |  |  |  |  |  |  |  |  |  |
| | | | | | |  |  |                                                                  |                                                                  |                                                                         |                                                                  |                                                                  |                                                                  |  |  |                                                                   |                                                                   |                                                                   |                                                                   |                                                                   |                                                                   |  |  |                                                                  |                                                                  |                                                                  |                                                                  |                                                                  |                                                                  |  |  |                                               |                                               |                                               |                                               |                                               |                                               |  |  |  |  |  |  |  |  |  |  |  |  |  |  |  |  |  |  |  |  |
| Menachem Nachum Friedman (1869-1936) Rebe de Boyan en Chernivtsí                                    | Menachem Nachum Friedman (1869-1936) Rebe de Boyan en Chernivtsí                                    | Menachem Nachum Friedman (1869-1936) Rebe de Boyan en Chernivtsí                                    | Menachem Nachum Friedman (1869-1936) Rebe de Boyan en Chernivtsí                                    | Menachem Nachum Friedman (1869-1936) Rebe de Boyan en Chernivtsí                                    | Menachem Nachum Friedman (1869-1936) Rebe de Boyan en Chernivtsí                                    |  |  | Yisroel Friedman (1878-1951) Rebe de Boyan en Leipzig y Tel-Aviv | Yisroel Friedman (1878-1951) Rebe de Boyan en Leipzig y Tel-Aviv | Yisroel Friedman (1878-1951) Rebe de Boyan en Leipzig y Tel-Aviv        | Yisroel Friedman (1878-1951) Rebe de Boyan en Leipzig y Tel-Aviv | Yisroel Friedman (1878-1951) Rebe de Boyan en Leipzig y Tel-Aviv | Yisroel Friedman (1878-1951) Rebe de Boyan en Leipzig y Tel-Aviv |  |  | Avrohom Yaakov Friedman (1884-1941) Rebe de Boyan en Leópolis     | Avrohom Yaakov Friedman (1884-1941) Rebe de Boyan en Leópolis     | Avrohom Yaakov Friedman (1884-1941) Rebe de Boyan en Leópolis     | Avrohom Yaakov Friedman (1884-1941) Rebe de Boyan en Leópolis     | Avrohom Yaakov Friedman (1884-1941) Rebe de Boyan en Leópolis     | Avrohom Yaakov Friedman (1884-1941) Rebe de Boyan en Leópolis     |  |  | Mordejai Shlomo Friedman (1891-1971) Rebe de Boyan en Nueva York | Mordejai Shlomo Friedman (1891-1971) Rebe de Boyan en Nueva York | Mordejai Shlomo Friedman (1891-1971) Rebe de Boyan en Nueva York | Mordejai Shlomo Friedman (1891-1971) Rebe de Boyan en Nueva York | Mordejai Shlomo Friedman (1891-1971) Rebe de Boyan en Nueva York | Mordejai Shlomo Friedman (1891-1971) Rebe de Boyan en Nueva York |  |  | Dov Ber Friedman (1882-1936) Rebe de Chortkov | Dov Ber Friedman (1882-1936) Rebe de Chortkov | Dov Ber Friedman (1882-1936) Rebe de Chortkov | Dov Ber Friedman (1882-1936) Rebe de Chortkov | Dov Ber Friedman (1882-1936) Rebe de Chortkov | Dov Ber Friedman (1882-1936) Rebe de Chortkov |  |  |  |  |  |  |  |  |  |  |  |  |  |  |  |  |  |  |  |  |
| Menachem Nachum Friedman (1869-1936) Rebe de Boyan en Chernivtsí                                    | Menachem Nachum Friedman (1869-1936) Rebe de Boyan en Chernivtsí                                    | Menachem Nachum Friedman (1869-1936) Rebe de Boyan en Chernivtsí                                    | Menachem Nachum Friedman (1869-1936) Rebe de Boyan en Chernivtsí                                    | Menachem Nachum Friedman (1869-1936) Rebe de Boyan en Chernivtsí                                    | Menachem Nachum Friedman (1869-1936) Rebe de Boyan en Chernivtsí                                    |  |  | Yisroel Friedman (1878-1951) Rebe de Boyan en Leipzig y Tel-Aviv | Yisroel Friedman (1878-1951) Rebe de Boyan en Leipzig y Tel-Aviv | Yisroel Friedman (1878-1951) Rebe de Boyan en Leipzig y Tel-Aviv        | Yisroel Friedman (1878-1951) Rebe de Boyan en Leipzig y Tel-Aviv | Yisroel Friedman (1878-1951) Rebe de Boyan en Leipzig y Tel-Aviv | Yisroel Friedman (1878-1951) Rebe de Boyan en Leipzig y Tel-Aviv |  |  | Avrohom Yaakov Friedman (1884-1941) Rebe de Boyan en Leópolis     | Avrohom Yaakov Friedman (1884-1941) Rebe de Boyan en Leópolis     | Avrohom Yaakov Friedman (1884-1941) Rebe de Boyan en Leópolis     | Avrohom Yaakov Friedman (1884-1941) Rebe de Boyan en Leópolis     | Avrohom Yaakov Friedman (1884-1941) Rebe de Boyan en Leópolis     | Avrohom Yaakov Friedman (1884-1941) Rebe de Boyan en Leópolis     |  |  | Mordejai Shlomo Friedman (1891-1971) Rebe de Boyan en Nueva York | Mordejai Shlomo Friedman (1891-1971) Rebe de Boyan en Nueva York | Mordejai Shlomo Friedman (1891-1971) Rebe de Boyan en Nueva York | Mordejai Shlomo Friedman (1891-1971) Rebe de Boyan en Nueva York | Mordejai Shlomo Friedman (1891-1971) Rebe de Boyan en Nueva York | Mordejai Shlomo Friedman (1891-1971) Rebe de Boyan en Nueva York |  |  | Dov Ber Friedman (1882-1936) Rebe de Chortkov | Dov Ber Friedman (1882-1936) Rebe de Chortkov | Dov Ber Friedman (1882-1936) Rebe de Chortkov | Dov Ber Friedman (1882-1936) Rebe de Chortkov | Dov Ber Friedman (1882-1936) Rebe de Chortkov | Dov Ber Friedman (1882-1936) Rebe de Chortkov |  |  |  |  |  |  |  |  |  |  |  |  |  |  |  |  |  |  |  |  |
| | | | | | |  |  |                                                                  |                                                                  |                                                                         |                                                                  |                                                                  |                                                                  |  |  |                                                                   |                                                                   |                                                                   |                                                                   |                                                                   |                                                                   |  |  |                                                                  |                                                                  |                                                                  |                                                                  |                                                                  |                                                                  |  |  |                                               |                                               |                                               |                                               |                                               |                                               |  |  |  |  |  |  |  |  |  |  |  |  |  |  |  |  |  |  |  |  |
| Moshenyu Friedman (1881-1943) Rebe de Boyan en Cracovia (hijo del Rabino Sholom Yoseph de Husiatyn) | Moshenyu Friedman (1881-1943) Rebe de Boyan en Cracovia (hijo del Rabino Sholom Yoseph de Husiatyn) | Moshenyu Friedman (1881-1943) Rebe de Boyan en Cracovia (hijo del Rabino Sholom Yoseph de Husiatyn) | Moshenyu Friedman (1881-1943) Rebe de Boyan en Cracovia (hijo del Rabino Sholom Yoseph de Husiatyn) | Moshenyu Friedman (1881-1943) Rebe de Boyan en Cracovia (hijo del Rabino Sholom Yoseph de Husiatyn) | Moshenyu Friedman (1881-1943) Rebe de Boyan en Cracovia (hijo del Rabino Sholom Yoseph de Husiatyn) |  |  | Aharon Friedman (1890-1942) Rebe de Boyan en Chernivtsí          | Aharon Friedman (1890-1942) Rebe de Boyan en Chernivtsí          | Aharon Friedman (1890-1942) Rebe de Boyan en Chernivtsí                 | Aharon Friedman (1890-1942) Rebe de Boyan en Chernivtsí          | Aharon Friedman (1890-1942) Rebe de Boyan en Chernivtsí          | Aharon Friedman (1890-1942) Rebe de Boyan en Chernivtsí          |  |  | Mordechai Shraga Friedman (1895-1942) Rebe de Boyan en Chernivtsí | Mordechai Shraga Friedman (1895-1942) Rebe de Boyan en Chernivtsí | Mordechai Shraga Friedman (1895-1942) Rebe de Boyan en Chernivtsí | Mordechai Shraga Friedman (1895-1942) Rebe de Boyan en Chernivtsí | Mordechai Shraga Friedman (1895-1942) Rebe de Boyan en Chernivtsí | Mordechai Shraga Friedman (1895-1942) Rebe de Boyan en Chernivtsí |  |  | Menachem Brayer (falleció en 2007)                               | Menachem Brayer (falleció en 2007)                               | Menachem Brayer (falleció en 2007)                               | Menachem Brayer (falleció en 2007)                               | Menachem Brayer (falleció en 2007)                               | Menachem Brayer (falleció en 2007)                               |  |  |                                               |                                               |                                               |                                               |                                               |                                               |  |  |  |  |  |  |  |  |  |  |  |  |  |  |  |  |  |  |  |  |
| Moshenyu Friedman (1881-1943) Rebe de Boyan en Cracovia (hijo del Rabino Sholom Yoseph de Husiatyn) | Moshenyu Friedman (1881-1943) Rebe de Boyan en Cracovia (hijo del Rabino Sholom Yoseph de Husiatyn) | Moshenyu Friedman (1881-1943) Rebe de Boyan en Cracovia (hijo del Rabino Sholom Yoseph de Husiatyn) | Moshenyu Friedman (1881-1943) Rebe de Boyan en Cracovia (hijo del Rabino Sholom Yoseph de Husiatyn) | Moshenyu Friedman (1881-1943) Rebe de Boyan en Cracovia (hijo del Rabino Sholom Yoseph de Husiatyn) | Moshenyu Friedman (1881-1943) Rebe de Boyan en Cracovia (hijo del Rabino Sholom Yoseph de Husiatyn) |  |  | Aharon Friedman (1890-1942) Rebe de Boyan en Chernivtsí          | Aharon Friedman (1890-1942) Rebe de Boyan en Chernivtsí          | Aharon Friedman (1890-1942) Rebe de Boyan en Chernivtsí                 | Aharon Friedman (1890-1942) Rebe de Boyan en Chernivtsí          | Aharon Friedman (1890-1942) Rebe de Boyan en Chernivtsí          | Aharon Friedman (1890-1942) Rebe de Boyan en Chernivtsí          |  |  | Mordechai Shraga Friedman (1895-1942) Rebe de Boyan en Chernivtsí | Mordechai Shraga Friedman (1895-1942) Rebe de Boyan en Chernivtsí | Mordechai Shraga Friedman (1895-1942) Rebe de Boyan en Chernivtsí | Mordechai Shraga Friedman (1895-1942) Rebe de Boyan en Chernivtsí | Mordechai Shraga Friedman (1895-1942) Rebe de Boyan en Chernivtsí | Mordechai Shraga Friedman (1895-1942) Rebe de Boyan en Chernivtsí |  |  | Menachem Brayer (falleció en 2007)                               | Menachem Brayer (falleció en 2007)                               | Menachem Brayer (falleció en 2007)                               | Menachem Brayer (falleció en 2007)                               | Menachem Brayer (falleció en 2007)                               | Menachem Brayer (falleció en 2007)                               |  |  |                                               |                                               |                                               |                                               |                                               |                                               |  |  |  |  |  |  |  |  |  |  |  |  |  |  |  |  |  |  |  |  |
| | | | | | |  |  |                                                                  |                                                                  |                                                                         |                                                                  |                                                                  |                                                                  |  |  |                                                                   |                                                                   |                                                                   |                                                                   |                                                                   |                                                                   |  |  | Najum Dov Brayer Rebe de Boyan en Jerusalén (nacido en 1959)     |                                                                  |                                                                  |                                                                  |                                                                  |                                                                  |  |  |                                               |                                               |                                               |                                               |                                               |                                               |  |  |  |  |  |  |  |  |  |  |  |  |  |  |  |  |  |  |  |  |